# 普罗米修斯中央结构材料研究院
普罗米修斯中央结构材料研究院（俄语：ЦНИИ конструкционных материалов «Прометей»）是苏联从事功能性材料研发的国家级研究院。位于圣彼得堡。
在冶金和焊接技术方面开展科研。开发和生产高级合金，包括重装甲、造船冶金、探伤仪质量控制措施、潜艇船体建造用钛合金、反潜用非磁性钢和合金、高强度船体钢、用于先进推进系统的应用材料、铝合金和钛合金等。2016年中央结构材料研究院正式成为库尔恰托夫研究所下属单位。

## 历史
根据1936年5月17日苏联人民委员会的决定，在列宁格勒伊佐拉工厂创建第一中央装甲实验室 (Центральная Броневая лаборатория № 1，ЦБЛ-1) 。实验室负责人是安德烈·谢尔盖耶维奇·扎维亚洛夫。任务是为军舰、坦克、战机、筑垒要塞等研发批产新型装甲钢。 
按照国防工业人民委员部1938年12月31日第485号和造船工业人民委员部1939年1月18日第3号命令，1939年1月27日组建中央冶金和装甲研究所（ ЦНИИ Металлургии и брони，ЦНИИ-48）。隶属于造船工业人民委员部。研发和生产坦克装甲、舰船和飞机功能性材料，研制出T-34坦克、KB坦克、自行火炮及IL-2强击机的装甲。编制了各种装甲钢的工艺指导书，使得苏德战争后众多工厂能够迅速转产装甲钢。
1981年，研究院荣获“新型特种设备研制”劳动红旗勋章。38名员工获得勋章和奖章。
根据1966年1月31日苏联造船工业部第56号命令，该机构更名为中央冶金和焊接研究所。根据苏联造船工业部1972年8月14日第0488号命令，更名为“普罗米修斯”中央冶金和焊接研究所。根据1988年7月22日苏联造船工业部第214号命令，更名为普罗米修斯中央结构材料研究院。
1994年获得了俄罗斯联邦国家科学中心的地位。
根据圣彼得堡市长2016年2月18日第12号法令，该研究院以伊戈尔·瓦西里耶维奇·戈里宁院士命名。

## 部门结构
- 信息技术科研生产联合体
- 高强度外壳结构钢科研生产联合体
- 材料与动力设备安全问题科研生产联合体
- 轻合金和有色金属合金科研生产联合体
- 非金属材料防腐化学科研生产联合体
- 先进材料和工艺科研生产联合体
- 核动力船舶安全科研生产联合体
- 科研生产实验联合体

目前，该研究院约有1500名员工，其中研究人员占12%，工程技术人员占34%，辅助人员占28%，技术工人占15%，20名博士和114名副博士。